# Sømna
Sømna este o comună din provincia Nordland, Norvegia.